# Paleira femorata
Paleira femorata es una especie de coleóptero de la familia Scarabaeidae. Habita en el Paleártico: la península ibérica (España y Portugal), Canarias y el Magreb.